# Katolička Crkva u Tuvalu

Katolička Crkva u Tuvalu dio je svjetske Katoličke Crkve pod duhovnim vodstvom pape i rimske kurije.
Prema podatcima Pacifičke biskupske konferencije u Tuvalu je 2021. živjelo 126 katolika, okupljenih oko Misije Funafuti, pod jurisdikcijom Kongregacije za evangelizaciju naroda i Nadbiskupije Suva u Fijiu. Misija je punopravna članica Pacifičke biskupske konferencije. Nalazi se u naselju Vaiakuu, na atolu Funafutiju.
Do 1982. katolička je zajednica bila dijelom Biskupije Tarawa, Nauru i Funafuti u Tarawi.

## Vanjske poveznice
- Katolička Crkva u Tuvalu (engl.) na gcatholic.org